# 与力マツ
与力マツ（よりきマツ）は、愛媛県松山市平井町3673番地の松山市立小野小学校校庭に生育していたクロマツの巨木である。道後平野におけるマツの独立木としてよく目立つ木であり、1948年（昭和23年）に国の天然記念物に指定された。その後度重なる台風の害を受けて樹姿・樹勢とも衰え、1980年（昭和55年）に松くい虫による枯死のため伐採され、天然記念物の指定も解除された。

## 由来

### マツの来歴と伐採まで
愛媛県は県庁所在地である松山市の名が示すとおり、マツにゆかりの深い県である。愛媛県が1966年（昭和41年）9月9日に制定した「県の木」も、マツである。1965年（昭和40年）頃は、愛媛県が指定していた天然記念物のマツは18本存在し、国指定であるこの与力マツを含めると19本を数えた。
与力マツは、松山市立小野小学校の中庭に生育していた。『天然記念物事典』（1981年発行第五刷）によると、根回りは6.50メートル、目通り5.30メートル、高さ34メートルを測り、枝張りは東西に約27メートル、南北の方向に約22.50メートルあった。地上7メートルのところで東西の方向で2本の大枝が分岐し、その大枝はともに地上約9メートルのところから多数の枝を垂らしていた。垂らされた枝の枝張りは、東西に約30メートル、南北の方向に約23メートルに及んだ。推定の樹齢は、1000年と伝えられていた。
与力マツという名称については、かつてこの地が「与力」という地名であったためとも、木の下に与力の住まいがあったためともいわれる。1331年（元弘元年）に元弘の乱が起こると、土居通増や得能通綱らが後醍醐天皇側についてこの木の下に集まって挙兵し、長門探題北条時直の軍を星の岡に敗走させたという伝説があった。与力マツは江戸時代には、「御帳付の松」として保護され、触れることを禁じられていた。
この木は道後平野におけるマツの独立木としてよく目立つ木であり、小学校の中庭にあるため地元の人々や小学校の卒業生などの心の支えとなっていた。1919年（大正8年）に与力マツの「友マツ」であった平井のかぶと松が枯死したため、人々はマツを愛護しようと協力して大松保存会を結成した。1948年（昭和23年）12月18日に国の天然記念物に指定され、俳人松根東洋城はこの木を称えて「うららかや昔てふ松の千歳てふ」で始まる「与力松調詠」20句を詠んだ。与力マツの下には、「うららかや」の句を刻んだ句碑が1949年（昭和24年）4月29日に建てられた。
大松保存会は与力松保護顕彰会と改称して保護活動を続けることになった。保護顕彰会はこの木を守るため、周囲に石垣や石柵をめぐらせて人の立ち入りを禁止したり、鉄柱で枝を支えたりするなど懸命の活動を続けていた。しかし度重なる台風の害で樹勢を損ね、枝も半分以下になった上に、1970年（昭和45年）8月の台風では主幹までが折損した。松くい虫の被害にも遭って消毒などを実施したものの、ついに枯死して1980年（昭和55年）12月13日に小学校の児童たちや地元の人々が見守る中で伐採され、天然記念物も指定解除となった。

### 生き続ける与力マツ
枯死後も与力マツは地元の人々などの心の支えであり続けた。小野小学校はグランドデザインの象徴として与力マツを採用し、「よりき」から頭文字をとってから校訓を「よく考え かんばる子 りっぱな行い やさしい子 きまりを守る 元気な子」としている。伐採後の跡地には小野小学校のシンボルとして、与力マツを型どった原型が「与力松顕彰記念碑」として「与力の丘」に建てられた。
2015年（平成27年）2月には、与力マツを材料として作られた文殊菩薩の像が小野小学校に寄贈された。この像は寄贈者の父（神社仏閣の彫刻師を務めていた）が1985年（昭和60年）頃に制作した4体の仏像のうちの1体で、知恵の仏様に児童を見守ってもらおうとの願いを込めたものであった。理由は不明であるが、寄贈の機会を逸したまま寄贈者の親族宅に保管されていたという。寄贈者は「父の願いがかなってうれしい」とその喜びを語っている。

## 交通アクセス
所在地
- 愛媛県松山市平井町3673番地 松山市立小野小学校校庭

交通
- 伊予鉄道横河原線平井駅から徒歩約10分（約1km）[19]。